# Chris Thile & Brad Mehldau
Chris Thile & Brad Mehldau ist ein gemeinsames Musikalbum des Mandolisten und Sängers Chris Thile und des Jazzpianisten Brad Mehldau. Es erschien am 27. Januar 2017 auf Nonesuch Records und enthält Neukompositionen und Cover.

## Hintergrund
Mehldau und Thile hatten sich beide bereits in der Vergangenheit mit neuen Varianten ihrer ursprünglichen Genres beschäftigt: Thile mit seinen Progressive-Bluegrass-Bands Nickel Creek und Punch Brothers, Mehldau etwa mit Coverversionen von Radiohead und Nirvana. Beide standen bei Nonesuch Records unter Vertrag, dessen Chef Robert Hurwitz sie einander vorstellte.
2011 traten Thile und Mehldau erstmals gemeinsam in der Wigmore Hall in London auf.

## Titelliste
| Nr.          | Titel                             | Autor(en)                                     | Länge    |
| ------------ | --------------------------------- | --------------------------------------------- | -------- |
| 1.           | The Old Shade Tree                | Mehldau, Thile                                | 6:26     |
| 2.           | Tallahassee Junction              | Mehldau                                       | 5:54     |
| 3.           | Scarlet Town                      | Original von David Rawlings und Gillian Welch | 6:03     |
| 4.           | I Cover the Waterfront            | Original von Johnny Green und Edward Heyman   | 7:00     |
| 5.           | Independence Day                  | Original von Elliott Smith                    | 3:10     |
| 6.           | Noise Machine                     | Thile                                         | 4:50     |
| 7.           | The Watcher                       | Mehldau                                       | 5:27     |
| 8.           | Daughter of Eve                   | Thile                                         | 8:58     |
| 9.           | Marcie                            | Original von Joni Mitchell                    | 4:50     |
| 10.          | Don’t Think Twice, It’s All Right | Original von Bob Dylan                        | 6:02     |
| 11.          | Tabhair dom do Lámh               | irisches Volkslied von Ruaidri Dáll Ó Catháin | 4:19     |
| Gesamtlänge: | Gesamtlänge:                      | Gesamtlänge:                                  | 01:03:25 |

sowie auf der Vinyl-Version:
| Nr.          | Titel           | Autor(en)                | Länge    |
| ------------ | --------------- | ------------------------ | -------- |
| 12.          | Fast As You Can | Original von Fiona Apple | 6:07     |
| Gesamtlänge: | Gesamtlänge:    | Gesamtlänge:             | 01:09:32 |

## Rezeption
Auf Metacritic erreichte das Album einen Metascore von 78 von möglichen 100, basierend auf 4 „positiven“ und einer „gemischten“ Bewertung.
Die Irish Times vergab 5 von 5 Sternen. Cormac Larkin schrieb, das „ergreifende Album“ grabe „tief zu den Wurzeln der amerikanischen Musik“. Es berühre „die gemeinsame Abstammung von Jazz und Country“ und komme doch „frisch und mutig der Post-Genre-Zukunft zugewandt“ zurück. Allmusic vergab 4,5 von 5 Sternen und hob besonders die Songs The Old Shade Tree, Scarlet Town, Noise Machine und Don’t Think Twice, It’s All Right hervor.
MDR Kultur schrieb, Thile habe in Mehldau „einen perfekten Partner“ gefunden. Giuliano Benassi vergab für laut.de 4 von 5 Sternen. Es handele sich um „ein hochwertiges Album […], das trotz der Virtuosität leicht wie eine Feder durch die Luft schwebt“. Die gleiche Wertung vergab Werner Stiefele für Rondo. Wie Benassi lobte er, dass „der Unterschied in Lautstärke und Präsenz der Instrumente zur Nebensache“ werde. Dies werde sowohl mit einer „geschickten Abmischung“, als auch dadurch, dass „Mehldau die Intensität seines Spiels […] reduziert“, erreicht. Dagegen kritisierte Welf Grombacher im Pfälzischen Merkur, dass „Thiles Mandoline mit Mehldaus Klavier keinen harmonischen Klang“ ergebe, die „ganz große Begeisterung“ wolle daher „nicht aufkommen“.